# Inferno 29
Die Inferno 29 ist ein Kielboot, das von 1982 bis etwa 1992 gebaut wurde. Das Modell, von dem allein in den ersten 10 Monaten 50 Exemplare verkauft wurden, ist eine Konstruktion des schwedischen Designers Håkan Södergren in Zusammenarbeit mit dem Schweizer Segelspezialisten Bruno Hunkeler. Gebaut wurde das als Einheitsklasse entwickelte Boot von der Na-Boats-Werft in Nagu, Finnland. 
In nur sechs Monaten entwickelte Södergren das Design der neuen Yacht aufgrund klarer Vorgaben von Hunkeler. Vorbilder waren das beliebte H-Boot sowie die J/24. Die Inferno wurde als sportliche Familienyacht entwickelt, ist mit 2,50 m Breite gerade noch ohne Sonderbewilligung auf dem Landweg zu transportieren und ist für ihre Länge außergewöhnlich schnell – eine Yardstickzahl von 98 haben üblicherweise Boote, die 33 oder 34 Fuß messen. Trotzdem bietet es ausreichend Wohnraum für bis zu sechs Personen. 
Nach dem Erfolg der 29-Fuß-Inferno konstruierte Södergren auch die Inferno 26 (1984), die Inferno 28 (1985) und die Inferno 31 (ca. 1990).

## Rumpf
Am Rumpf aus GFK in Sandwichbauweise mit Divinycellkern hängt ein Ballastkiel. Dieser ist mit einer Tonne Blei gefüllt (45 % des Gesamtgewichts der Yacht) und trägt wesentlich zur Stabilität des Schiffes bei. Unter dem Heck hängt das über eine Pinne gesteuerte ausbalancierte Ruder. Zur Standardausführung gehört ein Yanmar 1-Zylinder 7-PS Einbau-Dieselmotor mit Welle und Faltpropeller. Auffällig ist der schräg einfallende Heckspiegel.

## Unter Deck
Unter Deck bietet das Boot normalerweise genügend Platz für fünf Personen, zwei im Bug, zwei auf den Seitenkojen, die tagsüber als Bänke dienen und eine in der Hundekoje Steuerbord im Achterschiff. Eine sechste Person kann in der Mitte schlafen, wenn der Tisch abmontiert wird. Aufgrund der sportlichen Linien des Schiffes misst die Kabinenhöhe jedoch nur 1,70 m. Pantry und Frischwassertank mit Waschbecken sind ebenfalls vorhanden. 

## Rigg
Die Inferno ist 7/8-getakelt und wird üblicherweise mit einer Selbstwendeanlage ausgerüstet. Der mit 12,60 m für ein Schiff dieser Länge ungewöhnlich hohe Mast erlaubt zusammen mit dem ebenfalls recht langen Großbaum eine Fläche von 24 m2 für das Großsegel. Anstelle der Selbstwendefock mit 14,5 m2 kann auch eine 24 m2-Genua montiert werden, womit die Segeltragzahl über 5,2 beträgt. Damit hat die Inferno ausgezeichnete Leichtwindeigenschaften. Das Schiff ist gut einhand zu segeln, da alle Leinen ins Cockpit umgelegt sind und sich die Fockwinschen direkt vom Sitzplatz des Rudergängers aus bedienen lassen.

## Erfolge
Bereits kurz nach Einführung machte die Inferno mit mehreren überraschenden Regattasiegen auf sich aufmerksam: 
- Tag und Nacht, Segelclub Tribschenhorn (Vierwaldstättersee)
- Blaues Band, Weggis
- Gotland rund
- Stockholm Race
- Scandicap Race Hanko
- Scandicap Race Helsinki

Bei Testfahrten konnte die Inferno auch Yachttester überzeugen. Luis Gazzari von der Yachtrevue etwa urteilte: „Mit der Inferno 29 ist dem Duo Hunkeler-Södergren ein sehr guter Kompromiß aus Sportlichkeit und Wohnkomfort gelungen. Trotz ausgezeichneter Segeleigenschaften ist das Schiff angenehm im Handling und in Verbindung mit der Selbstwendefock auch einhand gut zu segeln. Weitere Vorteile sind der Einheitsklassenstatus, der die Kosten in Grenzen hält und das gute Fin(n)ish.“